# Streptomyces erythreus
Saccharopolyspora erythraea ou Streptomyces erythreus é uma bactéria gram-positiva, do gênero Streptomyces, que foi originalmente isolada em 1952, a partir de amostras de solo coletadas na ilha de Terranova, Canadá. Desde então, a bactéria foi identificada em várias outras partes do mundo, incluindo a Europa, Ásia e América do Norte.
Streptomyces erythreus é caracterizada por um micélio ramificado que cresce por meio de esporos e pode formar colônias com uma coloração vermelha escura ou marrom avermelhado. A bactéria é um organismo aeróbio, o que significa que necessita de oxigênio para crescer, e é encontrado principalmente em solos e ambientes aquáticos, como lagos e rios.
A bactéria é conhecida por sua capacidade de produzir uma variedade de compostos bioativos, incluindo a eritromicina.

A eritromicina é um antibiótico amplamente utilizado no tratamento de infecções bacterianas e é um macrolídeo que age inibindo a síntese de proteínas em bactérias, impedindo assim seu crescimento e reprodução. A eritromicina é particularmente eficaz contra bactérias gram-positivas, como Streptococcus pneumoniae, e é frequentemente usada para tratar infecções do trato respiratório, infecções da pele e outras infecções bacterianas.
Além da eritromicina, a Streptomyces erythreus é capaz de produzir vários outros compostos bioativos, incluindo outros antibióticos, imunossupressores e agentes antitumorais. Esses compostos são produzidos como parte do ciclo de vida da bactéria e ajudam a protegê-la de outros organismos concorrentes no ambiente.
A capacidade de Streptomyces erythreus para produzir compostos bioativos fez dela um alvo importante para a pesquisa em biotecnologia e descoberta de medicamentos. Pesquisadores têm estudado a bactéria para entender os mecanismos que controlam a produção de compostos bioativos e para desenvolver novos medicamentos a partir dos compostos produzidos pela bactéria.
Em resumo, Streptomyces erythreus é uma bactéria gram-positiva que é encontrada principalmente em solos e ambientes aquáticos. É conhecida por sua capacidade de produzir uma variedade de compostos bioativos, incluindo a eritromicina, que é amplamente utilizada no tratamento de infecções bacterianas. A bactéria é um alvo importante para a pesquisa em biotecnologia e descoberta de medicamentos, e seu estudo pode levar à descoberta de novos compostos úteis para o tratamento de doenças.